# Alexei Kedrjuk
Alexei Alexandrowitsch Kedrjuk (kasachisch Алексей Александрович Кедрюк, englische Transkription: Alexey Kedryuk, * 8. August 1980 in Almaty, Kasachische SSR) ist ein ehemaliger kasachischer Tennisspieler. Für einige Jahre war er der beste kasachische Tennisspieler.

## Karriere
Kedrjuk spielte bis 1998 auf der ITF Junior Tour. In der Jugend-Rangliste erreichte er mit Rang 66 seine höchste Notierung. An drei Grand-Slam-Turnieren nahm er teil und konnte im Einzel und Doppel je einmal die zweite Runde erreichen.
Bereits 1994 wurde er erstmals Kasachischer Tennismeister. 1995 – mit 15 Jahren – gab er bereits sein Debüt für die kasachische Davis-Cup-Mannschaft, für die er insgesamt 15 Jahre lang (Rekord) spielte. Er hält auch den Rekord für die meisten Begegnungen (51) und die meisten Siege, sowohl insgesamt (66), als auch je im Einzel (43) und Doppel (23). 2013 wurde ihm dafür der Commitment Award der International Tennis Federation (ITF) verliehen.
Regelmäßig Turniere spielte Kedrjuk ab 1998 vor allem auf der ITF Future Tour. Auf der höher dotierten ATP Challenger Tour gelang ihm 2000 durch den Sieg gegen die Nummer 250 Yaoki Ishii ein Achtungserfolg und der erste Einzug in ein Challenger-Viertelfinale in Toljatti. Durch eine Wildcard kam er in Taschkent zu seinem Debüt auf der ATP Tour, als er in der ersten Runde des Doppels ausschied. In diesem Jahr gewann er im Doppel zudem die ersten zwei Titel bei Futures. 2002 stand er im Einzel kurz vor den Top 500 der Weltrangliste. Im Doppel stieg er nach seinem ersten Finaleinzug bei einem Challenger in Buxoro sogar schon in die Top 350 ein. 2003 folgten Finalteilnahmen in Fargʻona und Buxoro. Letzteres konnte er für sich entscheiden und den ersten Challenger-Sieg feiern. 2004 war er weiterhin vor allem im Doppel erfolgreich. Zu seinen vier Futuretiteln kamen im Jahresverlauf vier weitere hinzu. Außerdem gewann er das Turnier in Saransk, sodass er Anfang 2005 schon auf Platz 218 des Doppels stand. Im neuen Jahr gewann Kedrjuk neben vier weiteren Futures auch den Titel in Buxoro, zwei weitere Finals verlor er. Erfolg im Einzel stellte sich 2005 auch ein, als die ersten zwei Futures gewonnen wurden und der Einzug in die Top 400 gelang.
Das Jahr 2006 wurde zum bestes seiner Karriere. Im Einzel gewann er drei Futures, im Doppel ebenfalls drei, wertvoller aber war das Abschneiden bei den Challengers. Im Einzel zog Kedrjuk bei drei Challengers innerhalb von zwei Monaten ins Viertelfinale ein, was ihm bis dato erst einmal gelungen war. Kurz darauf erreichte er sein Karrierehoch von Platz 261 im Einzel. Im Doppel gewann er zwei von vier Finals, die er erreichte, sodass er auch dort im August Platz 123 erreichte, sein Allzeithoch im Doppel. Danach ließen seine Leistungen im Einzel nach, er fiel kurzzeitig aus den Top 500. Im Doppel konnte er zunächst an die Erfolge anknüpfen und 2007 drei weitere Finals erreichen. 2008 blieb ohne Finals bei Challengers In Almaty konnte er das vierte Mal ein Challenger-Viertelfinale erreichen und die Nummer 134 der Welt Denis Istomin besiegen. 2009 war erfolgreicher für den Kasachen. Im Einzel konnte er fünf Futuretitel gewinnen, so viele wie er vorher insgesamt gewonnen hatte. Im Doppel konnte er sechs Challenger-Finals erreichen, ebenfalls ein Rekord für ihn, von denen er aber nur das in Fargʻona für sich entscheiden konnte. 2010 blieb er hinter seinen Erwartungen zurück und schaffte es in kein Finale, sodass nur zwei Future-Titel im Doppel in der Bilanz stehen. Ende 2011 war er beinahe ganz ohne Punkte im Einzel, dann gewann er 2012 seine letzten zwei Future-Titel und stieg nochmal in die Top 600 ein. Im Doppel gelang ihm 2011 und 2012 noch je ein Erfolg bei Futures. 2012 spielte er das letzte Mal regelmäßig Turniere. Seitdem tritt er gelegentlich noch bei Turnieren in seinem Heimatland an.
In seiner Karriere gewann er 12 Einzel- und 32 Doppeltitel auf der Future Tour. Im Doppel kamen noch sechs Erfolge bei Challenger hinzu. Im Doppel stand er zweimal bei einem Turnier der ATP Tour im Hauptfeld, 1999 in Taschkent und 2006 in Moskau.
Später wurde er Teil des Trainerstabs der kasachischen Nationalmannschaft.

## Erfolge
| Legende (Anzahl der Siege) |
| Grand Slam                 |
| ATP Finals                 |
| ATP Tour Masters 1000      |
| ATP Tour 500               |
| ATP Tour 250               |
| ATP Challenger Tour (6)    |

### Doppel

#### Turniersiege
| Nr. | Datum           | Turnier     | Belag     | Partner             | Finalgegner                                | Ergebnis         |
| --- | --------------- | ----------- | --------- | ------------------- | ------------------------------------------ | ---------------- |
| 1.  | 17. August 2003 | Buxoro (1)  | Hartplatz | Vadim Kutsenko      | Mirko Pehar Jean-Julien Rojer              | 6:4, 7:64        |
| 2.  | 8. August 2004  | Saransk (1) | Sand      | Vadim Kutsenko      | Kirill Iwanow-Smolenski Andrei Stoljarow   | 6:1, 3:6, 6:4    |
| 3.  | 28. August 2005 | Buxoro (2)  | Hartplatz | Orest Tereschtschuk | Rohan Bopanna Im Kyu-tae                   | 5:7, 6:4, 6:1    |
| 4.  | 23. Juli 2006   | Istanbul    | Hartplatz | Orest Tereschtschuk | Jasper Smit Martijn van Haasteren          | 1:6, 7:5, [10:8] |
| 5.  | 6. August 2006  | Saransk (2) | Sand      | Orest Tereschtschuk | Robin Haase Dekel Valtzer                  | 6:4, 5:7, [10:5] |
| 6.  | 24. Mai 2009    | Fargʻona    | Hartplatz | Pawel Tschechow     | Pierre-Ludovic Duclos Aisam-ul-Haq Qureshi | 4:6, 6:3, [10:5] |